# 韋蘭 (密歇根州)
韋蘭（英語：Wayland）是一個位於美國密歇根州阿勒根縣的城市。

## 人口
根據2020年美國人口普查的數據，韋蘭的面積為7.79平方千米，當中陸地面積為7.67平方千米，而水域面積為0.12平方千米。當地共有人口4435人，而人口密度為每平方千米569人。